# Poljica (żupania primorsko-gorska)
Poljica – wieś w Chorwacji, w żupanii primorsko-gorskiej, w mieście Krk. W 2011 roku liczyła 74 mieszkańców.